# هاینر (پنسیلوانیا)
هاینر (به انگلیسی: Hyner) یک منطقهٔ مسکونی در ایالات متحده آمریکا است که در پنسیلوانیا واقع شده است. هاینر ۱۹۵٫۹۹ متر بالاتر از سطح دریا قرار دارد.